# Julius Nyerere
Julius Kambarage Nyerere (n. 13 aprilie 1922, Butiama⁠(d), Regiunea Mara, Tanzania – d. 14 octombrie 1999, Londra, Anglia, Regatul Unit) a fost un om politic tanzanian din Tanganyika, militant anticolonialist și ideolog al unui socialism african, părintele fondator al Tanganyikăi independente și apoi al Tanzaniei. 
A fost primul ministru al Tanganyikăi între anii 1961-1962, apoi, între 1962-1964 președintele Republicii Tanganyika, iar, între 1964 -1985, în urma unirii dintre Tanganyika și Zanzibar, președintele Tanzaniei.
Între anii 1954-1990 Nyerere a fost președintele partidului TANU - Uniunea Națională Africană Tanganyika și al partidului succesor al acestuia (în 1977) - Partidul Revoluției - Chama Cha Mapinduzi. Ca teoretician politic al naționalismului și socialismului african, el a promovat o ideologie socialistă pe care a denumit-o Ujamaa. 

## Biografie
Nyerere s-a născut în 1922 la Butiama, în Regiunea Mara din Tanganyika, pe atunci, colonie britanică în sud-estul Africii. El era fiul șefului tribului Zanaki.
După anii de școală, Nyerere a studiat la Colegiul, astăzi Universitatea Makerere din Uganda și apoi, a studiat istoria si economia politică la Universitatea din Edinburgh în Scoția. 
În 1952 el s-a întors în patrie, s-a căsătorit și a lucrat ca profesor de școală.  
În 1954 s-a numărat printre fondatorii partidului TANU care a condus campania pentru obținerea independenței Tanganyikăi față de puterea colonială - Regatul Unit. Influențat fiind de gândirea și activitatea lui Mahatma Gandhi, conducătorul mișcării pentru independența Indiei, Nyerere a propovăduit o mișcare de protest nonviolent. În alegerile generale din 1958-1959 Nyerere a fost ales membru in Consiliul Legislativ din Tanganyika.  Apoi, în 1960 a condus partidul TANU la victoria în alegerile generale, devenind primul ministru în Tanganyika autonomă. În urma negocierilor cu autoritățile britanice, în 1961 Tanganyika a obtinut independența. În 1961 Tanganyika a devenit republică, iar Julius Nyerere a fost ales primul ei președinte. 
Sub conducerea sa, guvernul noului stat a continuat politica de decolonizare și „africanizare” a serviciului civil, promovând în același timp înțelegerea între africanii negri și minoritățile de origine asiatică și europeană.
Nyerere s-a orientat,după modelul statelor comuniste, spre un sistem unipartinic și, în spiritul pan-africanismului, a încercat, fără succes, crearea unei Federații Est-Africane, împreună cu Kenya și Uganda. 
În 1963 cu ajutor militar britanic, a reprimat o rebeliune militară, de felul multora de acest fel care s-au produs in Africa post-colonială.
În urma Revoluției din Zanzibar din 1964, noii conducători ai Zanzibarului din Partidul Afro-Shirazi condus de Abeid Karume au ajuns la un acord cu Nyerere și conducerea Tanganyikăi asupra unificării celor două state, formând Tanzania. 
După 1964 Nyerere a promovat o ideologie punând accent pe autarhie națională și socialism. Deși nu a optat pentru un socialism marxist-leninist Tanzania sub conducerea sa s-a apropiat de China populară condusă de Mao Țze-Dun.
În 1967 Nyerere a elaborat așa numita Declarație de la Arusha în care a trasat directivele ideologiei pe care a numit-o Ujamaa. A naționalizat băncile, principalele uzine, fabrici și companii economice, a extins în mod semnificativ sistemul de învățămant și asistența sanitară.
A căutat să pună accent pe dezvoltarea agriculturii prin formarea de gospodării colective. Reformele au dus la scăderea producției de alimente și la dependența multor regiuni de ajutoare alimentare de la stat. 
Guvernul sub conducerea sa a furnizat antrenamente și ajutoare mișcărilor anticoloniale care au combătut regimurile minorității albe care dominau sudul Africii, și s-a implicat în războiul civil  din 1978-1979 din Uganda, contribuind la înlăturarea de la putere a dictatorului ugandez Idi Amin Dada. 
Nyerere a simpatizat în 1967 războiul de independență eșuat al Biafrei. Ulterior a sprijinit mișcarile rebele congoleze care au dus la înlăturarea președintelui Mobutu Sese Seko, dar ulterior și a succesorului acestuia, Laurent Kabila.
În 1985 Nyerere s-a retras de la conducerea statului, fiind succedat de Ali Hassan Mwinyi, care a anulat multe din măsurile luate de Nyerere.
Nyerere a rămas până in 1990 președintele Partidului Revoluției, a sprijinit trecerea la un sistem multipartinic, și, ulterior, a servit drept mediator în încercările de a pune capăt Războiului Civil din Burundi. 
Nyerere a fost o figură controversată. El s-a bucurat de un larg respect în întreaga Africă datorită poziției sale anticolonialiste și, odată ajuns la putere, a izbutit, spre deosebire de mulți dintre vecinii săi, să asigure Tanzaniei o stabilitate și unitate, vreme de decenii după independență. 
Și-a atras critici pentru sistemul dictatorial al  partidului unic pe care l-a instituit și folosirea detențiilor administrative fără proces, precum și pentru conducerea defectuoasă a economiei. 
A fost unul din puținii conducători revoluționari africani care s-au retras de bună voie de la conducerea țării, și se bucură în decursul anilor de o adâncă stimă în țara sa, unde este denumit adesea, în limba swahili, Mwalimu - „Învățătorul”, și este considerat „Părintele Națiunii”.
În 1998 Nyerere a aflat ca suferă de o leucemie terminală, dar nu a dezvăluit aceasta în public.
În septembrie 1999 a plecat pentru tratamente în Anglia, fiind internat la Spitalul St.Thomas din Londra. Acolo, la începutul lui octombrie a suferit un accident vascular cerebral și a fost transferat în sectia de terapie intensivă.
A murit la 14 octombrie 1999, având alături de el, sotia și șase dintre copiii săi. 
Presedintele Tanzaniei, Benjamin Mkapa a anunțat la televiziune moartea lui Nyerere si a declarat un doliu național de 30 zile. La 16 octombrie s-a ținut o slujbă funerară la Catedrala Westminster. După ce corpul său neinsufletit a fost transportat în patrie, o misă funerară s-a ținut la Catedrala Saint Joseph din Dar es Salaam. O ceremonie publică funerară a fost organizată, apoi, pe Stadionul Național. În continuare, corpul sau a fost transportat și înmormântat la Butiama.

## Viața privată
Crescut fiind în religia animistă tradițională a populației Zanaki, la 20 ani Nyerere a devenit creștin catolic.
Neyere a fost căsătorit cu Maria Gabriel, cu care a avut șapte copii. Doi dintre copii au suferit de tulburări psihiatrice.
În anii 1970 relațiile cu soția s-au înrăutățit și ea s-a mutat, un timp, în locuința surorii ei, aproape de frontiera Kenyei.
Li s-au născut 26 nepoți.

## In memoriam
- 2005 Biserica catolică, prin episcopul diecezei Musoma, Justin Tetmu Samba, l-a declarat oficial „slujitor al lui Dumnezeu”. Ziua lui este celebrată de biserică la 14 octombrie.

.
- Numele său a fost dat Aeroportului Internațional din Dar es Salaam și podului Kigamboni.
- Universitatea din Kankan, Guineea, îi poartă numele.
- februarie 2024 -  O statuie în memoria sa a fost dezvelită la sediul Uniunii Africane din Addis Abeba, alături de statuile lui Kwame Nkrumah și Haile Selassie [13]
- Un mare parc ecologic în Tanzania, devenit parc național în 2019, îi poartă numele

## Scrieri
- Freedom and Unity (Uhuru na Umoja): A Selection from Writings & Speeches, 1952–1965 (Oxford University Press, 1967)
- Freedom and Socialism (Uhuru na Ujama): A Selection from Writings & Speeches, 1965–1967 (Oxford University Press, 1968)
- Freedom and Development (Uhuru Na Maendeleo): A Selection from the Writings & Speeches, 1968-73 (Oxford University Press, 1974)
- Ujamaa — Essays on Socialism (1977)
- Crusade for Liberation (1979)

### Traduceri în swahili
- Julius Kaisari (traducerea piesei Julius Caesar de William Shakespeare)
- Mabepari wa Venisi (traducerea piesei Neguțătorul din Veneția de William Shakespeare)

## Legături
- Kevin Nyerere